# Powództwo o zaprzeczenie ojcostwa
Powództwo o zaprzeczenie ojcostwa – rodzaj powództwa w prawie rodzinnym, które ma na celu wykazanie, że mąż matki nie jest ojcem dziecka. 
Uprawnionymi do wniesienia powództwa są: matka dziecka („w ciągu roku od dnia, w którym dowiedziała się, że dziecko od niego nie pochodzi, nie później jednak niż do dnia osiągnięcia przez dziecko pełnoletności”), mąż matki („w ciągu roku od dnia, w którym dowiedział się, że dziecko od niego nie pochodzi, nie później jednak niż do dnia osiągnięcia przez dziecko pełnoletności”), dziecko (po osiągnięciu pełnoletności, w ciągu roku od dnia, w którym dowiedziało się, że nie pochodzi od męża swojej matki; termin do wytoczenia powództwa biegnie od dnia osiągnięcia pełnoletności) i prokurator, a także Rzecznik Praw Obywatelskich i Rzecznik Praw Dziecka („jeżeli wymaga tego dobro dziecka lub ochrona interesu społecznego”).
Zgodnie z art. 68 kodeksu rodzinnego i opiekuńczego, „zaprzeczenie ojcostwa nie jest dopuszczalne, jeżeli dziecko urodziło się w następstwie procedury medycznie wspomaganej prokreacji, na którą mąż matki wyraził zgodę”. Jeżeli doszło do przysposobienia nierozwiązywalnego, zgodnie z art. 1241 kodeksu rodzinnego i opiekuńczego również nie można wytoczyć powództwa.